# Albo d'oro del campionato italiano di pallapugno
L'albo d'oro del campionato italiano di pallapugno include 101 campionati italiani della massima serie.

## Albo d'oro
| Anno | Squadra                | Città                  | Battitore           | Spalla             |
| ---- | ---------------------- | ---------------------- | ------------------- | ------------------ |
| 1912 | Mondovì                | Mondovì                | Riccardo Fuseri     | Michele Revello    |
| 1913 | Mondovì                | Mondovì                | Riccardo Fuseri     | Stanislao Rossi    |
| 1914 | Mondovì                | Mondovì                | Riccardo Fuseri     | Cocito             |
| 1915 | Mondovì                | Mondovì                | Riccardo Fuseri     | Vincenzo Ferro     |
| 1917 | Torino                 | Torino                 | Domenico Gay        | Luigi Gay          |
| 1918 | Torino                 | Torino                 | Domenico Gay        | Borgo              |
| 1919 | Bra                    | Bra                    | Pierino Bonsignore  | Cicco Delpiano     |
| 1920 | Acqui                  | Acqui Terme            | Maggiorino Bistolfi | Cigliutti          |
| 1921 | Individuale            | -                      | Santero             |                    |
| 1922 | Bra                    | Bra                    | Pierino Bonsignore  | Riccardo Fuseri    |
| 1923 | Acqui                  | Acqui Terme            | Maggiorino Bistolfi | Raimondo           |
| 1924 | Beinette               | Beinette               | Cesare Marengo      | Silvestro Gyp      |
| 1925 | Imperia                | Imperia                | Raffaele Ricca      | Maurizio Aprile    |
| 1926 | Imperia                | Imperia                | Raffaele Ricca      | Maurizio Aprile    |
| 1927 | Cuneo                  | Cuneo                  | Cesare Marengo      | Severino Marengo   |
| 1928 | Asti                   | Asti                   | Raffaele Ricca      | Trinchero          |
| 1929 | Bra                    | Bra                    | Paolo Rossi         | Maurizio Aprile    |
| 1930 | Neive                  | Neive                  | Raffaele Ricca      | Donetti            |
| 1932 | Torino Eda             | Torino                 | Augusto Manzo       | Angelo Cappello    |
| 1933 | Torino Eda             | Torino                 | Augusto Manzo       | Angelo Cappello    |
| 1934 | Torino                 | Torino                 | Angelo Cappello     | Riccardo Fuseri    |
| 1935 | Canelli                | Canelli                | Augusto Manzo       | Bonino             |
| 1936 | Alba                   | Alba                   | Paolo Rossi         | Gioietti           |
| 1937 | Fiat Torino            | Torino                 | Angelo Cappello     | Maurizio Aprile    |
| 1938 | Alba                   | Alba                   | Gavello             | Bonino             |
| 1947 | Alba                   | Alba                   | Augusto Manzo       | Alfredo Manini     |
| 1948 | Alba                   | Alba                   | Augusto Manzo       | Alfredo Manini     |
| 1949 | Alba                   | Alba                   | Augusto Manzo       | Alfredo Manini     |
| 1950 | Alba                   | Alba                   | Augusto Manzo       | Dellavalle         |
| 1951 | Alba                   | Alba                   | Augusto Manzo       | Dellavalle         |
| 1952 | Libertas Imperia*      | Imperia                | Franco Balestra     | Calandri           |
| 1953 | Augusta Benese         | Bene Vagienna          | Armando Solferino   | Pietro Allemanni   |
| 1954 | Aurora Mondovì         | Mondovì                | Armando Solferino   | Pietro Allemanni   |
| 1955 | Sapet Torino           | Torino                 | Franco Balestra     | Alfredo Manini     |
| 1956 | Acqui                  | Acqui Terme            | Pietro Allemanni    | Galliano           |
| 1957 | Sapet Torino           | Torino                 | Franco Balestra     | Donato Feliciano   |
| 1958 | Aspe Ceva              | Ceva                   | Franco Balestra     | Lorenzo Gili       |
| 1959 | Sapet Torino           | Torino                 | Franco Balestra     | Lorenzo Gili       |
| 1960 | Sapet Torino           | Torino                 | Franco Balestra     | Ascheri            |
| 1961 | Torino Eda             | Torino                 | Donato Feliciano    | Ascheri            |
| 1962 | Calissano Alba         | Alba                   | Giuseppe Corino     | Alfredo Manini     |
| 1963 | Spe Cuneo              | Cuneo                  | Aurelio Defilippi   | Felice Bertola     |
| 1964 | Spe Cuneo              | Cuneo                  | Aurelio Defilippi   | Felice Bertola     |
| 1965 | Spe Cuneo              | Cuneo                  | Felice Bertola      | Alfredo Manini     |
| 1966 | Don Dagnino            | Andora                 | Felice Bertola      | Piero Galliano     |
| 1967 | Don Dagnino            | Andora                 | Felice Bertola      | Gili II            |
| 1968 | Don Dagnino            | Andora                 | Donato Feliciano    | Piero Galliano     |
| 1969 | Ferrero Canale         | Canale                 | Felice Bertola      | Cerrina            |
| 1970 | Ferrero Cuneo          | Cuneo                  | Felice Bertola      | Gili II            |
| 1971 | Pievese                | Pieve di Teco          | Felice Bertola      | Alfredo Manini     |
| 1972 | Pievese                | Pieve di Teco          | Felice Bertola      | Alfredo Manini     |
| 1973 | Vallebormida Monastero | Monastero Bormida      | Massimo Berruti     | Berardo            |
| 1974 | Vallebormida Monastero | Monastero Bormida      | Massimo Berruti     | Berardo            |
| 1975 | Albese                 | Alba                   | Felice Bertola      | Gili II            |
| 1976 | Sempione Cuneo         | Cuneo                  | Massimo Berruti     | Solferino          |
| 1977 | Albese                 | Alba                   | Felice Bertola      | Berardo            |
| 1978 | Vallebormida Monastero | Monastero Bormida      | Massimo Berruti     | Lorenzo Gili       |
| 1979 | Albese                 | Alba                   | Felice Bertola      | Gili II            |
| 1980 | Vallebormida Monastero | Monastero Bormida      | Massimo Berruti     | Olivieri           |
| 1981 | Vallebormida Monastero | Monastero Bormida      | Massimo Berruti     | Olivieri           |
| 1982 | Sanstefanese           | Santo Stefano Belbo    | Carlo Balocco       | Solferino          |
| 1983 | Spec Cengio            | Cengio                 | Rodolfo Rosso       | Solferino          |
| 1984 | Albese                 | Alba                   | Felice Bertola      | Galliano           |
| 1985 | Sanstefanese           | Santo Stefano Belbo    | Carlo Balocco       | F. Gili            |
| 1986 | Albese                 | Alba                   | Felice Bertola      | Gianni Rigo        |
| 1987 | Subalcuneo             | Cuneo                  | Riccardo Aicardi    | Augusto Divizia    |
| 1988 | Subalcuneo             | Cuneo                  | Riccardo Aicardi    | Augusto Divizia    |
| 1989 | Canalese               | Canale                 | Riccardo Aicardi    | Andrea Lanza       |
| 1990 | Canalese               | Canale                 | Riccardo Aicardi    | Andrea Lanza       |
| 1991 | Albese                 | Alba                   | Riccardo Molinari   | Gianni Rigo        |
| 1992 | Albese                 | Alba                   | Riccardo Molinari   | Gianni Rigo        |
| 1993 | Cortemilia             | Cortemilia             | Flavio Dotta        | Walter Belmonte    |
| 1994 | Taggese                | Taggia                 | Marco Pirero        | Riccardo Aicardi   |
| 1995 | Imperiese              | Dolcedo                | Alberto Sciorella   | Andrea Lanza       |
| 1996 | Imperiese              | Dolcedo                | Alberto Sciorella   | Andrea Lanza       |
| 1997 | Pro Spigno             | Spigno Monferrato      | Stefano Dogliotti   | Gianni Rigo        |
| 1998 | Subalcuneo             | Cuneo                  | Giuliano Bellanti   | Michele Giampaolo  |
| 1999 | Subalcuneo             | Cuneo                  | Giuliano Bellanti   | Michele Giampaolo  |
| 2000 | Subalcuneo             | Cuneo                  | Giuliano Bellanti   | Michele Giampaolo  |
| 2001 | Monticellese           | Monticello d'Alba      | Alberto Sciorella   | Gianni Rigo        |
| 2002 | Monticellese           | Monticello d'Alba      | Alberto Sciorella   | Gianni Rigo        |
| 2003 | Augusto Manzo          | Santo Stefano Belbo    | Roberto Corino      | Pierpaolo Voglino  |
| 2004 | Subalcuneo             | Cuneo                  | Paolo Danna         | Michele Giampaolo  |
| 2005 | Subalcuneo             | Cuneo                  | Paolo Danna         | Michele Giampaolo  |
| 2006 | Albese                 | Alba                   | Roberto Corino      | Maurizio Massucco  |
| 2007 | Virtus Langhe          | Dogliani               | Roberto Corino      | Michele Giampaolo  |
| 2008 | Ricca                  | Ricca di Diano d'Alba  | Roberto Corino      | Marco Faccenda     |
| 2009 | Pro Paschese           | Madonna del Pasco      | Paolo Danna         | Gianluca Busca     |
| 2010 | Pro Paschese           | Madonna del Pasco      | Paolo Danna         | Michele Giampaolo  |
| 2011 | Canalese               | Canale                 | Bruno Campagno      | Gianluca Busca     |
| 2012 | Albese                 | Alba                   | Massimo Vacchetto   | Michele Giampaolo  |
| 2013 | Canalese               | Canale                 | Bruno Campagno      | Davide Arnaudo     |
| 2014 | Canalese               | Canale                 | Bruno Campagno      | Stefano Boffa      |
| 2015 | Albese                 | Alba                   | Massimo Vacchetto   | Enrico Rinaldi     |
| 2016 | Castagnole Lanze       | Castagnole delle Lanze | Massimo Vacchetto   | Simone Re          |
| 2017 | Castagnole Lanze       | Castagnole delle Lanze | Massimo Vacchetto   | Gianluca Busca     |
| 2018 | Subalcuneo             | Cuneo                  | Federico Raviola    | Paolo Danna        |
| 2019 | Castagnole Lanze       | Castagnole delle Lanze | Massimo Vacchetto   | Emmanuele Giordano |
| 2021 | Cortemilia             | Cortemilia             | Massimo Vacchetto   | Emmanuele Giordano |
| 2022 | Cortemilia             | Cortemilia             | Massimo Vacchetto   | Federico Gatto     |
| 2023 | Imperiese              | Dolcedo                | Federico Raviola    | Oscar Giribaldi    |
| 2024 | Albese                 | Alba                   | Paolo Vacchetto     | Bruno Campagno     |

## Statistiche

### Scudetti per città
| Titoli | Città                  | Anni |
| ------ | ---------------------- | --- |
| 19     | Alba                   | 1936, 1938, 1947, 1948, 1949, 1950, 1951, 1962, 1975, 1977, 1979, 1984, 1986, 1991, 1992, 2006, 2012, 2015, 2024 |
| 14     | Cuneo                  | 1927, 1963, 1964, 1965, 1970, 1976, 1987, 1988, 1998, 1999, 2000, 2004, 2005, 2018                               |
| 11     | Torino                 | 1917, 1918, 1932, 1933, 1934, 1937, 1955, 1957, 1959, 1960, 1961                                                 |
| 6      | Canale                 | 1969, 1989, 1990, 2011, 2013, 2014                                                                               |
| 5      | Monastero Bormida      | 1973, 1974, 1978, 1980, 1981                                                                                     |
| 5      | Mondovì                | 1912, 1913, 1914, 1915, 1954                                                                                     |
| 3      | Dolcedo                | 1995, 1996, 2023                                                                                                 |
| 3      | Cortemilia             | 1993, 2021, 2022                                                                                                 |
| 3      | Castagnole delle Lanze | 2016, 2017, 2019                                                                                                 |
| 3      | Santo Stefano Belbo    | 1982, 1985, 2003                                                                                                 |
| 3      | Andora                 | 1966, 1967, 1968                                                                                                 |
| 3      | Acqui Terme            | 1920, 1923, 1956                                                                                                 |
| 3      | Imperia                | 1925, 1926, 1952                                                                                                 |
| 3      | Bra                    | 1919, 1922, 1929                                                                                                 |
| 2      | Madonna del Pasco      | 2009, 2010 |
| 2      | Monticello d'Alba      | 2001, 2002 |
| 2      | Pieve di Teco          | 1971, 1972 |
| 1      | Ricca di Diano d'Alba  | 2008 |
| 1      | Dogliani               | 2007 |
| 1      | Spigno Monferrato      | 1997 |
| 1      | Taggia                 | 1994 |
| 1      | Cengio                 | 1983 |
| 1      | Ceva                   | 1958 |
| 1      | Bene Vagienna          | 1953 |
| 1      | Canelli                | 1935 |
| 1      | Neive                  | 1930 |
| 1      | Asti                   | 1928 |
| 1      | Beinette               | 1924 |

### Vittorie da capitano
| Titoli | Battitore         | Anni                                                                   |
| ------ | ----------------- | ---------------------------------------------------------------------- |
| 12     | Felice Bertola    | 1965, 1966, 1967, 1969, 1970, 1971, 1972, 1975, 1977, 1979, 1984, 1986 |
| 8      | Augusto Manzo     | 1932, 1933, 1935, 1947, 1948, 1949, 1950, 1951                         |
| 7      | Massimo Vacchetto | 2012, 2015, 2016, 2017, 2019, 2021, 2022                               |
| 6      | Massimo Berruti   | 1973, 1974, 1976, 1978, 1980, 1981                                     |
| 6      | Franco Balestra   | 1952, 1955, 1957, 1958, 1959, 1960                                     |
| 4      | Paolo Danna       | 2004, 2005, 2009, 2010                                                 |
| 4      | Roberto Corino    | 2003, 2006, 2007, 2008                                                 |
| 4      | Alberto Sciorella | 1995, 1996, 2001, 2002                                                 |
| 4      | Riccardo Aicardi  | 1987, 1988, 1989, 1990                                                 |
| 4      | Raffaele Ricca    | 1925, 1926, 1928, 1930                                                 |
| 4      | Riccardo Fuseri   | 1912, 1913, 1914, 1915                                                 |